# Наступление в Генуэзской Ривьере (1795)
Наступление в Генуэзской Ривьере — наступательная операция союзной австро-сардинской армии, проведённая в последней декаде июня 1795 года во время Войны первой коалиции. Союзные войска Де Винса и Колли, перейдя через Приморские Альпы, выбили с перевалов противостоявшие им войска французской армии генерала Келлермана и заняли Генуэзскую Ривьеру.

## Перед операцией
Австрийское правительство было сильно встревожено позицией, которая была занята французской армией в конце 1794 года в Приморских Альпах. Эта армия угрожала Генуе, потеря которой дала бы ей возможность пройти в Пьемонт. Гофкригсрат сосредоточил для кампании 1795 года под командованием фельдцейхмейстера Де Винса армию в 30 000 австрийцев для действий совместно с пьемонтской армией. План действий союзников имел главной целью вытеснить французов из Савойи и графства Ницца. Было решено вначале проникнуть в Генуэзскую Ривьеру (узкая территория между Приморскими Альпами и берегом генуэзского залива) и, наступая вдоль её, вытеснить оттуда французов. Английская эскадра крейсировала у побережья у Савоны и Вадо для содействия операциям австрийского генерала, перенёсшего свою главную квартиру последовательно в Акви, а потом в Дего, куда 10 июня 1795 года прибыл штаб австрийской армии в Италии.
Французская армия располагалась на позициях, куда поставил её Наполеон Бонапарт в октябре 1794 года после боя у Кайро. Позиции эти были следующие: левый фланг (5000 человек) тянулся от Аржантьерского до Сабионского перевала; центр под командованием генерала Маккара в составе 3700 человек занимал Сабионский перевал, Тендский перевал (Коль-де-Тенд), Монте Бернар, Танарелло; правый фланг занимал перевал Термини, высоты Ормеа, перевалы Сан-Бернардо, Бардинетто, Монте-Сеттепани, Мелоньо, Сан-Джиакомо, Мадона, Вадо; он состоял из 25 000 человек под начальством дивизионных генералов Серюрье и Массена. 19 мая 1795 года генерал Келлерман принял командование над Итальянской армией. Поручив ему командовать армией, Комитет общественного спасения предписал ему оставаться на оборонительной позиции, а в крайнем случае очистить графство Ницца и отступить к реке Вар.
Подготовительные движения австрийской армии начались 13 июня, и на следующий день (14-го) несколько её дивизий в окрестностях Каркаре перешли на территорию Генуэзской республики, нарушив её нейтралитет. Со своей стороны, сардинский фельдмаршал-лейтенант Колли расположил свои лагеря в Чеве и Мондови и приготовился поддерживать движения австрийцев второстепенными действиями как в трёх долинах — Танаро, Элеро и Пезио, так и в направлении перевала Тенда. 14 июня Де Винс переехал из Дего в Каркару, куда прибыл 16 июня.
Де Винс разделил свою армию на три корпуса, которые должны были покинуть горы 23 июня. Правый, состоявший из пяти колонн, наступал на левый французский фланг от перевала Термини до высот Ормеа; центральный — двинулся тремя главными колоннами, которые затем разделились на много меньших, и атаковал все позиции от Бардинетто до Сан-Джиакомо; левый — наступал на правый фланг на позиции у Вадо.

## Ход наступления
23 июня Де Винс, наконец, сконцентрировав все свои войска и будучи уверенным, что генерал Эжен д’Аржанто на следующий день атакует окопы на Монте-Сеттепани, с силами около 6000 человек направил главную атаку на Мадонну дель Монте, а Валлис — с дивизией от 4 до 5 тысяч, должен был попытаться проникнуть через Савону между подножием гор и морем, чтобы отрезать республиканцев, сбитых с высот Мадонны дель Монте.
Колонны Рукавины и Роты собрались перед Кульяно, и 24 июня днем генерал Рукавина во главе трёх батальонов атаковал редут и другие расположенные впереди укрепления у Мадонны дель Монте, а генерал Рота окружил их со стороны Валеджина. После непродолжительного сопротивления оборонявшие их французские гренадеры отошли в лагерь Терцано к частям генерала Фрейтага.
Как только пост у Мадонны дель Монте был взят, граф Валлис двинул свои войска вперед и вскоре отрезал в Савоне слабый батальон Дюпюи, который укрылся в цитадели и сдался нейтральным генуэзцам, которые погрузили его с оружием в баркасы и высадили в Финале.
Немного позже колонны Рукавины и Роты атаковали мост в Зинола, защищаемый генерал-адъютантом Фронтеном с двумя гренадерскими батальонами, которые отступили, но потом были поддержаны огнем артиллерии из двух фортов Вадо. Австрийцы в беспорядке отступили. Через час Рукавина попытался повторить атаку у подножия Терсано, напротив Сан-Себастьяна, в самом русле реки, но был отбит совместной контратакой в штыки гренадерами Лагарпа и Фронтена и отступил, преследуемый французами. Генерал Рукавина был тяжело ранен. Эта атака стоила австрийцам более тысячи человек убитыми, ранеными и пленными.
25 июня в три часа ночи, в соответствии с инструкциями, д’Аржанто атаковал и захватил окопы Монте-Сеттепани и Мелоньо, генерал Канту — окопы Колле-ди-Сан-Джакомо. Часть французской оборонительной линии от Монте-Сеттепани до Сан-Джакомо, охраняемая лишь семью слабыми батальонами, досталась австрийцам. В это же время Валлис и Липтай повторили атаку через равнину на мост в Зинола, но бригада Лагарпа сумела удержаться в Вадо в этот день и в следующий.
27 июня сардинцы под командой Монтафии заняли Спиранду (Монте Спиранда), восточнее Гарессио, и подошли к Колле-ди-Термини, западнее Гарессио.
Таким образом, владея Мелоньским редутом, противник угрожал центру армии. Эта позиция была удалена от Финале — на морском побережье — только на два лье. Келлерман, чувствуя всю важность её возвращения, приказал Массене её отбить.
Так как над позицией при Мелоньо господствовал Монте-Сеттепани, Массена решил вернуть оба пункта. Вечером 27-го, воспользовавшись туманом, два батальона под командованием генерал-адъютантов Жубера и Ласера незаметно приблизились и внезапно захватили Мелоньо, а затем стали преследовать бегущего противника до Монте-Сеттепани. Колонна Жубера прибыла к подножию укреплений на горе и вступила в рукопашную с австрийцами. Д’Аржанто перебросил полторы тысячи подкрепления, отбил штурм французов, и, в свою очередь, преследовал их до вторых укреплений за Мелоньо. Обе стороны потеряли по тысяче человек убитыми и ранеными.
В этот же день маркиз де Витали, который командовал в долине Лимоне, получив приказ от Колли захватить Коль-де-Тенд и будучи уверенным в трудности подхода к этой позиции с фронта, решил обойти её двумя колоннами. Третья колонна должна была действовать на главной дороге только в случае успеха одной из первых двух. Но плохое состояние дорог превратило эту комбинированную атаку в две частичные и изолированные.
Правая колонна, вышедшая из Арпиолы, незаметно прошла через небольшое ущелье посреди перевала Корнис и на рассвете подошла к Сабионе, атаковав французский лагерь. Но бригада Лебрена, занимавшая его, контратаковала в штыки и рассеяла войска сардинцев.
Колонна, которая продвигалась прямо от Лимоне, была встречена частями Даллеманя на полпути к холму и контратакована в штыки батальоном с флангов и фронта. Она была отбита и отступила, перестроившись в каре.
Несмотря на то, что противник добился только частичных успехов, французская оборонительная линия перестала быть устойчивой, и Келлерман, после совещания в Лоано со всеми своими генералами, решил отвести войска на позицию при Боргетто-Санто-Спирито. Отступление началось в ночь с 28 на 29, а на следующий день правое крыло стало закрепляться на новой линии. Почти все склады в Финале, Лоано и Вольтри были эвакуированы. Лагарпу пришлось эвакуировать Вадо и перейти к Финале. Массене было поручено прикрыть его отступление и твердо удерживать позицию при Мелоньо, чтобы дать время для эвакуации госпиталей и складов, и контратаковать сардинцев, в случае, если они перейдут в наступление.
29 июня австрийцы вошли в Вадо, 3 июля — заняли Финале.
3 июля подошедшие от Гарессио сардинцы Монтафии попытались захватить Колле-ди-Сан-Бернардо, но были отбиты подразделениями Миоллиса, которые удерживали перевал до 6 июля.
5 июля Колли атаковал перевал Термини (Колле-ди-Термини близ Вальдармеллы) в нескольких точках. Между пятью и шестью часами утра все аванпосты французов были сбиты, и вскоре по всей линии начался бой. Слева и в центре сардинские колонны были отбиты с потерями, но маркиз де ла Торре с силами в 2000 человек, перейдя перевал Инферно по скале справа от перевала Термини и обосновавшись на плато Кассине (Cascine), обстреливал все, что выходило из Вальдармеллы, и, таким образом, отрезал все пути отступления республиканцам, если бы они были отброшены с перевала. Генерал Пеллетье, увидев эту опасность, двинул против этой колонны 200 человек и два орудия, которыми начал активный и сильный огонь. Это подействовало на пьемонтцев, которые, несмотря на численное превосходство, отступили.
Генерал Гарнье, командовавший слабой дивизией, убежденный, что его правому флангу угрожает опасность, отдал приказ эвакуировать Ормеа, оставить лагеря в Карлино и Виосена, чтобы собрать свою дивизию в Понте-Ди-Наве, прежде чем отступить в Колла-Россу и Танарелло, к дивизии Маккара. Войска последнего, занимавшие эти пункты, несколько дней беспокоили пьемонтцы. Их опасения рассеялись, как только они увидели, что батальоны Гарнье подходят к их позициям. Ободренный Маккар выдвинул свои подразделения к Ормеа, который к тому времени был занят сардинцами, подошедшими с перевалов Колле-ди-Термини и Колле-ди-Сан-Бернардо.

## Результаты
Заняв Генуэзскую Ривьеру, Де Винс, считая свою задачу выполненной, приказал войскам остановиться на достигнутых рубежах и заняться их оборудованием.
В свою очередь, Келлерман, получив, наконец, 7 июля приказы Комитета общественного спасения в ответ на его донесения, тотчас же занял позицию при Боргетто, которую принялся укреплять.